# Arlos
Arlos település Franciaországban, Haute-Garonne megyében. Lakosainak száma 104 fő (2022. január 1.). Arlos Bausen, Argut-Dessous, Fos, Gouaux-de-Luchon, Marignac és Saint-Béat-Lez községekkel határos.

## Népesség
A település népességének változása:
| Lakosok száma | 172  | 140  | 104  | 90   | 95   | 99   | 100  | 101  | 102  | 104  |
|               | 1968 | 1982 | 1990 | 2006 | 2013 | 2015 | 2017 | 2019 | 2020 | 2022 |